# Mura di Pistoia
Le mura di Pistoia hanno costituito per secoli una netta separazione tra la città e la campagna circostante ed un elemento architettonico, urbanistico e sociale di grande rilevanza. Mentre la città cresceva, periodicamente anche le mura venivano ampliate.

## Storia
Pistoia ha avuto tre cerchia murarie.

### Prima cerchia
La prima fu realizzata in epoca antica: quando i romani, provenienti dell'Italia centrale, giunsero in questa zona intorno al II secolo a.C., ambiziosi e desiderosi di ampliare sempre più i loro domini, affrontarono un periodo di dure lotte contro i Liguri allora dominatori delle terre a Nord-Ovest della palude.
La collinetta dove sorse il primo insediamento militare si rivelò ben presto un luogo molto sicuro. La conformazione del terreno rendeva difficili gli attacchi dei nemici. Le colline e la palude permettevano di procurarsi cibo abbondante e, grazie alla Via Cassia, i traffici commerciali erano fiorenti. Fu così che i Romani decisero di costruire una vera e propria città protetta da una solida cinta di mura.
Pistoia come oppidum (luogo fortificato, città cinta da mura) esiste almeno dal II secolo a.C. nel punto più alto fra il vecchio corso dell'Ombrone e della Brana, cioè nel luogo dell'attuale Piazza del Duomo e adiacenze. Quasi certamente doveva essere un centro di transito, una mutatio, cioè un luogo dove si cambiavano i cavalli, lungo la parte della Via Cassia che collegava Firenze con Lucca. Queste due città erano due mansio, cioè luoghi dove si poteva pernottare. Fra Firenze e Lucca esistevano quattro “mutationes”. Naturalmente la “mutatio” aveva la sua taverna che era frequentata anche dai pellegrini: tutt'oggi a Pistoia abbiamo il Vicolo Taverna, in Via degli Orafi, vicino alla Piazza del Duomo. Gli alberghi e il cambio dei cavalli erano invece per i legionari ed i funzionari dello Stato.
Della città romana durante l'Impero sappiamo ben poco. Durante alcuni scavi sono state ritrovate tracce di un tratto urbano della Via Cassia, identificabile nell'attuale via degli Orafi e di una grande e ricca casa romana che si trovava nella parte orientale dell'attuale Piazza del Duomo.
Successivamente Pistoia subì la dominazione dei Longobardi, i quali distrussero le antiche mura costruite dai Romani e le ricostruirono per ordine del re Desiderio su quelle distrutte. Formarono così la prima cerchia della città che comprendeva la porta Caldatica o Gaialdatica (attuale Piazza San Leone), la porta San Pietro (Via della Torre) e la Porta Sant'Andrea (Via de Rossi).

### Seconda cerchia
La seconda cerchia muraria fu realizzata durante il Feudalesimo, quando anche il territorio di Pistoia fu diviso in feudi.
All'inizio del 1100 Pistoia si costituì libero comune, esiste un documento ufficiale del 1105 con il quale i pistoiesi, riuniti in assemblea, elessero i primi consoli. Nel 1117 venne redatto lo Statuto del MP essa un comune di Pistoia, riferito ancora oggi fra i più antichi d'Italia.
In quel tempo Pistoia sostituì lo stemma dell'impero che rappresenta un'aquila, con uno scudo a scacchi d'argento e rosso, che è ancora raffigurato nel comune.
In questo periodo la città si ingrandì e risorse con una nuova vita, anche se ci furono discordie interne fra le più potenti famiglie della città. I pistoiesi sentivano infatti il bisogno di difendersi da eventuali attacchi esterni ed alla metà del 1100 iniziarono la seconda cerchia di mura, difese da 60 torri e circondate da larghi fossati alimentati dalla Brana e dalla Gora dell'ombroncello.
La comunicazione con l'esterno era possibile solo attraverso le quattro porte, ma anch'esse venivano chiuse all'imbrunire al segnale dato da una campana del Duomo. Chi arrivava in ritardo mentre le porte si stavano chiudendo, doveva farsi notare in qualche modo, per non rimanere fuori, magari tirando sassi contro le porte semichiuse.
L'espressione “essere alla porta coi sassi”, è rimasta nell'uso comune con il significato di questa antica esigenza.

### Terza cerchia
Fra il 1400 ed il 1500 furono aggiunti quattro bastioni a difesa delle quattro porte. Le quattro porte erano:
- Porta Fiorentina o Porta Carratica (da Gaialdatica): Fortezza Santa Barbara;
- Porta San Marco: Bastione della Sandraccia;
- Porta al Borgo: Bastione Tyrion;
- Porta Lucchese: Bastione Ambrogi.

Verso la metà dell'Ottocento fu permesso di tenere aperta la Porta al Borgo e la Porta Fiorentina anche nelle ore notturne, per comodità dei viandanti e delle diligenze, ma con il pagamento di un forte pedaggio.
Quando, il 22 agosto 1909, fu abolita la cinta daziaria, le mura e le porte persero ogni interesse. Le vecchie porte furono, anzi, giudicate solo come ingombranti ruderi e, tra il 1910 ed il 1925, furono, ad una ad una abbattute.
Il 6 settembre 2020 ne è crollata una porzione di trenta metri.